# Ringamåla socken
Ringamåla socken i Blekinge ingick i Bräkne härad, uppgick 1967 i Karlshamns stad och området ingår sedan 1971 i Karlshamns kommun och motsvarar från 2016 Ringamåla distrikt i Blekinge län.
Socknens areal är 124,7 kvadratkilometer, varav land 117,55. År 2000 fanns här 672 invånare. Kyrkbyn Ringamåla med sockenkyrkan Ringamåla kyrka ligger i denna socken.  

## Administrativ historik
Socknen bildades genom en utbrytning ur Asarums socken. Ringamåla landskommun med ansvar för de borgerliga frågorna bildades 1881, Ringamåla församling med ansvar för de kyrkliga frågorna bildades 1883. Landskommunen inkorporerades 1952 i Asarums landskommun och uppgick 1967 i Karlshamns stad som 1971 uppgick i Karlshamns kommun. Församlingen uppgick 2021 i Asarum-Ringamåla församling.
1 januari 2016 inrättades distriktet Ringamåla, med samma omfattning som församlingen hade 1999/2000.  
Socknen har tillhört fögderier, tingslag och domsagor enligt vad som beskrivs i artikeln Bräkne härad.
Socken indelades fram till 1901 i 5 båtsmansshåll, vars båtsmän tillhörde Blekinges 5:e (3:e före 1845) båtsmanskompani.

## Geografi
Ringamåla socken ligger vid smålandsgränsen öster om Mörrumsån öster och väster om Mieån och består av skogsbygd.

## Fornlämningar
Med undantag av lösfynd från stenåldern är inga förhistoriska fornlämningar kända.

## Namnet
Namnet (1595 Ringemaalle), taget från byn med detta namn, innehåller ett mansnamn Ring(e) och "måla", avmätt jordstycke.

## Befolkningsutveckling
| Befolkningsutvecklingen i Ringamåla socken 1890–1990         | Befolkningsutvecklingen i Ringamåla socken 1890–1990 | Befolkningsutvecklingen i Ringamåla socken 1890–1990 | Befolkningsutvecklingen i Ringamåla socken 1890–1990 | Befolkningsutvecklingen i Ringamåla socken 1890–1990 |
| ------------------------------------------------------------ | ---------------------------------------------------- | ---------------------------------------------------- | ---------------------------------------------------- | ---------------------------------------------------- |
|                                                              |                                                      |                                                      |                                                      |                                                      |
| År                                                           |                                                      |                                                      | Folkmängd                                            |                                                      |
| 1890                                                         | 1890                                                 |                                                      | 2 528                                                |                                                      |
| 1900                                                         | 1900                                                 |                                                      | 2 213                                                |                                                      |
| 1910                                                         | 1910                                                 |                                                      | 2 008                                                |                                                      |
| 1920                                                         | 1920                                                 |                                                      | 1 766                                                |                                                      |
| 1930                                                         | 1930                                                 |                                                      | 1 594                                                |                                                      |
| 1940                                                         | 1940                                                 |                                                      | 1 409                                                |                                                      |
| 1950                                                         | 1950                                                 |                                                      | 1 217                                                |                                                      |
| 1960                                                         | 1960                                                 |                                                      | 1 059                                                |                                                      |
| 1970                                                         | 1970                                                 |                                                      | 801                                                  |                                                      |
| 1980                                                         | 1980                                                 |                                                      | 697                                                  |                                                      |
| 1990                                                         | 1990                                                 |                                                      | 715                                                  |                                                      |
| Anm: Källor: Demografiska databasen, CEDAR, Umeå universitet |                                                      |                                                      |                                                      |                                                      |

### Fotnoter
1. 1 2 3  Svensk Uppslagsbok andra upplagan 1947–1955: Ringamåla socken
2. 1 2  Harlén, Hans; Harlén Eivy (2003). Sverige från A till Ö: geografisk-historisk uppslagsbok. Stockholm: Kommentus. Libris 9337075. ISBN 91-7345-139-8
3. ↑  ”Församlingar”. Statistiska centralbyrån. https://www.scb.se/hitta-statistik/regional-statistik-och-kartor/regionala-indelningar/forsamlingar/. Läst 30 december 2022.
4. ↑  "Ostkanten" om Blekinge och Södra Möres båtsmän
5. ↑  Geografiskt-statistiskt handlexikon öfver Sverige, C.M. Rosenberg 1882-83.
6. 1 2  Sjögren, Otto (1932). Sverige geografisk beskrivning del 3 Blekinge, Kristianstads, Malmöhus och Hallands län samt staden Göteborg. Stockholm: Wahlström & Widstrand. Libris 9940
7. 1 2 3  Nationalencyklopedin
8. ↑  Fornlämningar, Statens historiska museum: Ringamåla socken
9. ↑  Fornminnesregistret, Riksantikvarieämbetet: Ringamåla socken Fornminnen i socknen erhålls på kartan genom att skriva in sockennamn (utan "socken") i "Ange geografiskt område"